# Olusoji Fasuba
Olusoji Fasuba Adetokunbo (* 9. července 1984) je nigerijský sprinter, který se specializuje na trať 100 metrů. Jeho osobní rekord na trati 100 metrů je 9,85 sekundy, díky kterému je v této disciplíně africkým rekordmanem. Na trati 200 metrů má osobní rekord 20,52 sekund. 60 metrovou trať dokázal zaběhnout v Stuttgartu v roce 2007 v čase 6,49 sekund. Na Letních olympijských hrách v Athénách v roce 2004 byl součástí bronzové štafety na 4×100 metrů a ve stejném roce vyhrál v závodě na 100 metrů Mistrovství Afriky v atletice. V roce 2006 získal stříbrnou medaili na hrách v Commonwealthu a ve stejném roce byl zvolen nigerijským atletem roku. V roce 2008 vyhrál s časem 6, 51 sekund závod na 60 metrů na halovém MS v atletice, které se konalo ve Valencii. Svou atletickou kariéru započal v roce 2003 a ukončil ji v roce 2010.